# Hlib Taranow
Hlib Pawlowytsch Taranow (ukrainisch Гліб Павлович Таранов, auch Hleb, Glib, Gleb bzw. Taranov; * 15. Juni 1904 in Kiew; † 25. Januar 1989 ebenda) war ein ukrainischer Komponist und Hochschullehrer.

## Leben
Nach ersten Kompositionsstudien 1917–1919 bei Michail Tschernow am Petrograder Konservatorium setzte Taranow seine Ausbildung ab 1920–1925 in Kiew am Lysenko-Musik- und Theaterinstitut bei Reinhold Glière und Borys Ljatoschynskyj (Komposition) sowie Felix Blumenfeld und Nikolai Malko (Dirigieren) fort. Bereits direkt im Anschluss begann er dort selbst eine Lehrtätigkeit in theoretischen Fächern und Dirigieren. Nach Umstrukturierung der Lehranstalt zum Kiewer Konservatorium behielt er seine Stellung, sodass er mit kriegsbedingter Unterbrechung fast ein halbes Jahrhundert an derselben Wirkungsstätte arbeitete (1925–1941; 1944–1974). Ab 1939 hatte er eine Professur inne, zudem war er 1941–1950 auch Professor am Leningrader Konservatorium. 1956–1968 war er stellvertretender Vorsitzender der Union der Komponisten der Ukraine. 1957 erhielt Taranow den Ehrentitel „Verdienter Künstler der Ukrainischen SSR“. Er starb am 25. Januar 1989 in Kiew, seine Asche wurde auf dem Lukjaniwska-Friedhof von Kiew bestattet.
Taranows kompositorisches Schaffen wurde außerhalb der Sowjetunion nur eingeschränkt wahrgenommen. In seiner musikalischen Ästhetik bewegte er sich weitgehend im Rahmen der Maßgaben des von den kommunistischen Kulturbehörden verordneten Sozialistischen Realismus, der eine auch für ein breiteres Publikum verständliche Tonsprache und volkstümliche bzw. historisch-nationale Themen zu Ungunsten experimenteller Trends der internationalen Moderne propagierte.

## Werke (Auswahl)

### Oper
- Schlacht auf dem Eis (1937–1942, rev. 1979)

### Orchester
- Concerto grosso (1936, rev. 1976)
- Sinfonie Nr. 1 (1943)
- Sinfonie Nr. 2 (1947)
- Sinfonie Nr. 3 für Volksmusikinstrumente (1949)
- Suite Nr. 1 „Ukrainische“ (1950)
- Dawit Guramischwili. Sinfonische Dichtung (1953)
- Suite Nr. 2 „Altai“ (1955)
- Sinfonie Nr. 4 (1957)
- Feuer im Hangar. Sinfonische Dichtung (1958)
- Der Erste im Weltall. Scherzo-Poem (1961)
- Suite Nr. 3 (1961)
- Sinfonie Nr. 5 „Antifaschistische“ (1963)
- Sinfonie Nr. 6 für Streichorchester „In Memoriam Prokofjew“ (1964)
- Suite Nr. 4 (1964)
- Suite Nr. 5 (1965)
- Gedächtnisouvertüre (1965)
- Sinfonie Nr. 7 „Heroische“ (1967)
- Sinfonie Nr. 8 „Schuschenskaja“ (1969)
- Drei Monumente. Sinfonische Dichtung (1971)
- Sinfonie Nr. 9 „Banner des Sieges“ (1974)
- Neuer Express (1977)

### Instrumentalkonzert
- Konzert für Balalaika, Bandura und Orchester (1954)

### Kammermusik
- Streichquartett Nr. 1 (1929)
- Streichquartett Nr. 2 (1945)
- Enthusiastisches Sextett für Klavier und Streicher (1945)
- Bläserquintett (1959)

### Filmmusik
- Амвросий Бучма (Amwrossi Butschma), Dokumentarfilm (1960)

### Bearbeitungen
- Dmitri Schostakowitsch: Sinfonie Nr. 8 (1943). Bearbeitung für Klavier zu vier Händen (1957)
- Mykola Arkas: Kateryna (1891).[1] Orchestrierung und erste Edition der Oper (1963)

Zahlreiche weitere Instrumentalwerke, pädagogische Stücke, Chorsätze, Lieder

### Theoretische Arbeiten
- Курс чтения партитур (Anleitung zum Partiturlesen) (russisch) (1939)